# رايان غرانت
رايان غرانت (بالإنجليزية: Rhyan Grant)‏ (26 فبراير 1991 في أستراليا - ) هو لاعب كرة قدم أسترالي في مركز الوسط. شارك مع منتخب أستراليا تحت 20 سنة لكرة القدم ومنتخب أستراليا الوطني لكرة القدم تحت 23 سنة. أما مع النوادي، فقد لعب مع سيدني إف سي وFFA Centre of Excellence ‏.

## وصلات خارجية
- رايان غرانت على موقع الاتحاد الدولي (مؤرشف)  (الإنجليزية)
- رايان غرانت على موقع قاعدة بيانات كرة القدم.إي يو (الإنجليزية)
- رايان غرانت على موقع ناشيونال فوتبول تيمز (الإنجليزية)
- رايان غرانت على موقع Soccerway.com (الإنجليزية)
- رايان غرانت على موقع عالم كرة القدم.نت (الإنجليزية)